# Pedro de Ávila y Zúñiga
Pedro de Ávila y Zúñiga (* 1489 in Villafranca de la Sierra; † 1579 in Ávila) war im Jahr 1554 Botschafter von Karl V. bei Eduard VI. in England.

## Leben
Sein Vater trug den Titel Conde del Risco y Señor de las Navas y Villafranca; er starb im Jahre 1504 und vererbte Pedro de Ávila seinen Titel. Sein jüngerer Bruder war Don Luis de Ávila y Zúñiga.
Ávila heiratete im Jahr 1524 María Enríquez de Córdoba und hatte mit ihr fünf Kinder.
Pedro de Ávila war ein Vertrauter von Karl V., von diesem erhielt er im Jahr 1533 das neugeschaffene Marquesado de Las Navas als Dank für seine Dienste. Seit damals war er unbefristeter Alférez Mayor der Stadt Ávila, wo er im Jahr 1534 Gastgeber Karls V. war. Das Königreich Kastilien war beim Comuneros-Aufstand dezimiert worden. In der Ständeversammlung der Cortes wurde im Jahr 1534 beschlossen, eine Volkszählung (encabezamiento) durchzuführen. Das Ergebnis wurde am 9. April 1551 in einem Konvolut von über 1000 Seiten festgehalten, von Pedro de Ávila als königlichem Buchhalter unterzeichnet, in der Biblioteca Nacional archiviert und von Manuel Sánchez Mariana, Leiter des Servicio de Manuscritos, Raros e Incunables im Jahr 2009 wiedergefunden.
Während eines der italienischen Kriege (1536–1538) leitete Pedro de Ávila die Cortes de Toledo. Karl V. ernannte ihn zum Mayordomo für seinen Sohn Philipp II. Diesen begleitete er auf dessen Reise nach Flandern im Jahr 1549. Im Jahr 1553 überbrachte Pedro de Ávila das Hochzeitsgeschenk von Philipp II. an Maria I. von England.

## Sonstiges
Im Jahr 1624 schrieb Lope de Vega eine Komödie mit dem Titel El Marqués de Las Navas.